# Уитли, Гилберт Перси
Ги́лберт Пе́рси Уи́тли — австралийский морской биолог, работавший в течение почти 40 лет куратором ихтиологии в Австралийском музее в Сиднее.

## Биография
Со своими родителями и двумя сёстрами Уитли эмигрировал в Сидней в 1921 году. Там он работал в Австралийском музее среди прочего с Маккалохом и учился в Сиднейском техническом колледже и Зоологическом университете Университета Сиднея. После смерти Маккалоха в октябре 1925 года он последовал по его стопам и занял место ихтиолога, а затем и куратора ихтиологии.
В 1923 году он опубликовал свою первую научную статью «The Praying Mantis». В целом, он написал за свою жизнь более 550 статей и пять книг, в основном о рыбах Австралии, Новой Зеландии, Новой Гвинеи и южной части Тихого океана. Он описал более 320 новых родов и видов рыб и изучил многие аспекты австралийских морских и пресноводных рыб, включая экологию, рыболовство и таксономию.
Во время своего кураторства он совершал, обычно за свой счёт, поездки со своими друзьями Томом Иредалем и Энтони Масгрейвом. Это также удвоило количество зарегистрированных и идентифицированных видов в музейной коллекции примерно до 37 000 экземпляров.
Уитли был членом и президентом Королевского зоологического общества и нескольких других организаций в Новом Южном Уэльсе.
Он ушёл в отставку в 1964 году, но продолжил свою научную работу. Кроме этого у него были и другие интересы: он играл на фортепиано, часто ходил на концерты, театральные или художественные выставки.

## Труды
- совместно с G. R. Allen, D. F. Hoese, J. E. Randall, B. C. Russell und F. H. Talbot: Annotated checklist of the fishes of Lord Howe Island. In: Rec. Aust. Mus. 30, 1976, S. 365–454.
- совместно с C. H. Smith: Some Biogeographers, Evolutionists and Ecologists: Chrono-Biographical Sketches. England-Australia 1903–1975
- Australian shark tragedies. In: The Victorian Naturalist. 14, 1935, S. 195–206.
- Shark attacks in Western Australia. In: Western Australian Naturalist. 2, 1951.
- Flatheads. In: Australian Museum Magazine. 10, 1952, S. 244–248.
- The first hundred years. In: Australian Natural History. 14, 1962, S. 111–115.
- A Survey of Australian Ichthyology. In: Proceedings of the Linnean Society of New South Wales. 89, 1964.
- Proceedings of the Linnean Society of New South Wales. 101(23), 1977, S. 256–260.